# Humići
Humići är en ort i Bosnien och Hercegovina.   Den ligger i entiteten Federationen Bosnien och Hercegovina, i den västra delen av landet, 150 km nordväst om huvudstaden Sarajevo. Humići ligger 246 meter över havet och antalet invånare är 766.
Terrängen runt Humići är huvudsakligen kuperad. Humići ligger nere i en dal. Närmaste större samhälle är Ključ, 3,6 km söder om Humići. 
Omgivningarna runt Humići är en mosaik av jordbruksmark och naturlig växtlighet. Runt Humići är det ganska tätbefolkat, med 90 invånare per kvadratkilometer.